# Іштіряк
Іштіря́к (рос. Иштиряк, башк. Иштирәк) — присілок у складі Буздяцького району Башкортостану, Росія. Входить до складу Арслановської сільської ради.
Населення — 11 осіб (2010; 21 у 2002).
Національний склад:
- татари — 57 %
- башкири — 43 %